# Ángeles blancos
Ángeles blancos es una telenovela mexicana dirigida por Juan Carlos Muñoz, producida por Carlos Sotomayor para la cadena Televisa.
Fue protagonizada por Jacqueline Andere, Rogelio Guerra y Alfonso Iturralde, con la actuación estelar de Ignacio López Tarso y las participaciones antagónicas de Queta Lavat, Héctor Gómez y Antonio Medellín.

## Argumento
Rocío Díaz de León está comprometida con Augusto, un piloto de Fórmula 2. Los dos se casan, pero durante su luna de miel en Nueva York, la pareja es víctima de un robo y Augusto muere. 
Por otro lado, tenemos a Jorge Pades, un piloto que tiene un ataque al corazón durante un vuelo desde Nueva York a la Ciudad de México. Por suerte, Rocío, quien es cardióloga, está en el aeropuerto y le administra los primeros auxilios, gracias a lo cual le salvan la vida en el hospital. 
Entre Rocío y Jorge surge un amor muy difícil, porque él ya está casado con Martha. Jorge se recupera, pero entiende que su vida está en peligro y sólo un trasplante puede salvarlo. Se queda en la clínica del doctor Perfecto Díaz, padre de Rocío, y que puede hacer la operación delicada. Sin embargo, mientras esperan a un donante, Jorge sufre un segundo ataque al corazón.

## Elenco
- Jacqueline Andere - Rocío Díaz de León
- Rogelio Guerra - Jorge Pades
- Ignacio López Tarso - Perfecto Díaz de León
- Alfonso Iturralde - Augusto
- Antonio Medellín - Dr. Cardoso
- Carmelita González - Dolores
- Queta Lavat - Brígida
- Sonia Furió - Ana María
- Serrana - Martha
- Begoña Palacios - Emilia
- Myrrah Saavedra - Lucía
- Juan Carlos Bonet - Daniel
- Luis Uribe - Luis
- Gina Romand - Elena
- Irán Castillo - Biela
- Hugo Acosta - Eugenio
- Angélica Vale - Priscilla
- Queta Carrasco - Josefita
- Héctor Gómez - Dr. Guzmán
- Irma Dorantes - Tina
- Mauro Giuntti - Luciano Ferrer
- Esther Guilmáin - Guadalupe
- Emma Laura - Gabriela
- Ariane Pellicer - Malena
- Juan Felipe Preciado - Humberto
- Luis Rivera - Milburgo
- José Suárez - Álvaro
- Karen Sentíes - Adriana
- Daniel Habif
- Ana Silvia Garza
- Maru Dueñas
- María Fernanda
- Alicia Bonet
- Guillermo de Alvarado "Condorito"
- Jorge Patiño - Antonio Fajardo
- María Cristina Ribal - Herminia
- Lucía Irurita - Carmelita
- Tara Parra - Remedios

## Premios

### Premios TVyNovelas 1991
| Categoría                | Nominado(a)         | Resultado |
| ------------------------ | ------------------- | --------- |
| Mejor actriz protagónica | Jacqueline Andere   | Nominada  |
| Mejor actor protagónico  | Rogelio Guerra      | Nominado  |
| Mejor primer actor       | Ignacio López Tarso | Nominado  |

### Premios ACE 1992
| Categoría                  | Nominada    | Resultado |
| -------------------------- | ----------- | --------- |
| Mejor coactuación femenina | Queta Lavat | Ganadora  |